# Брат доктора Хомера
Брат доктора Хомера је југословенски филм из 1968. године. Режирао га је Живорад Митровић, који је написао и сценарио.

## Радња
Радња се одиграва средином 1945. године, на Космету, у атмосфери неизлечених рана, лутања, спаљених домова, тифуса и других послератних мука. Али исто тако и у атмосфери великих напора да се повеже крај с крајем и човек са човеком. Једна аутентична прича из тих дана узета је као основа за филм.
Симон Петровић је млади мушкарац који се враћа у свој родни град после четири године проведене у немачком заробљеничком логору те се суочава са тиме да га је вереница напустила и удала се за његовог брата, угледног лекара.
Симона још више погађа то што му је отац, угледни судија, убијен у сумњивим околностима те, иако је за тај злочин пронађен и ухваћен кривац, одлучује да открије праву истину и на крају се освети починитељима.

## Улоге
| Глумац                   | Улога          |
| ------------------------ | -------------- |
| Велимир Бата Живојиновић | Симон Петровић |
| Воја Мирић               | доктор Хомер   |
| Јован Милићевић          | капетан Вук    |
| Љуба Тадић               | Калуђер        |
| Павле Вуисић             | Атанас         |
| Здравка Крстуловић       | Ана            |
| Јелена Жигон             | Вера           |
| Петре Прличко            | лекар          |
| Столе Аранђеловић        | Куртеш         |
| Борис Бегинов            |                |
| Фарук Беголи             | сељак          |
| Истреф Беголи            |                |
| Милан Босиљчић Бели      |                |
| Дарко Дамевски           |                |
| Вукан Диневски           |                |
| Панче Камџик             |                |
| Драги Костовски          |                |
| Тодор Николовски         |                |
| Абдурахман Шаља          | мајор Фадиљ    |
| Златибор Стоимиров       |                |
| Миња Војводић            |                |
| Јанез Врховец            |                |